# Anti-Dühring
Anti-Dühring oziroma Gospoda Evgena Dühringa prevrat znanosti je literarno delo Friedricha Engelsa. Delo je bilo prvotno izdano leta 1878, ko se je Marx osredotočal na pisanje Kapitala, in je bilo mišljeno kot oris temeljnih potez svetovnega nazora Marxa in Engelsa; med pomembnejše koncepte spadajo historični materializem, zakon vrednosti in Marxova teorija razrednega izkoriščanja, ter njuna izhodišča za gradnjo komunizma. Izhodišče njune misli Engels v delu ponazori skozi kritiko Evgena Dühringa in njegovo vizijo socializma. Delo je postalo pomembna referenca v nadaljnjem razvoju in realizaciji marksizma; Vladimir Lenin se je na primer v svojem pomembnem delu Država in revolucija večkrat tudi vsebinsko oprl na Anti-Dühringa, iz katerega je tudi povzel frazo o odmiranju države.

## O delu
Marx in Engels sta opazila Evgena Dühringa, ko je ta leta 1867 napisal recenzijo prvega zvezka Kapitala, ki je izšel istega leta. Pod drobnogled sta ga ponovno vzela v sredini 70. let, ko se je pričenjal uveljavljati v krogih takratnih nemških socialdemokratov. Engels je delo pričel pisati leta 1876; leta 1877 je izšel prvi del, leto kasneje pa sta skupaj bila objavljena še drugi in tretji del knjige. Leta 1880 je na prošnjo Paula Lafarguea Engels predelal tretji del knjige ("Socializem") in ga izdal kot samostojni pamflet "Razvoj socializma od utopije do znanosti", ki je postal eden izmed vplivnejših Engelsovih del.

## Povzetek dela

### Filozofija
V prvem delu Engels Dühringu očita idealistično svetovno pojmovanje. Očita mu, da poskuša odkriti večno veljavne resnice morale in prava, medtem ko Engels postavi, da te izhajajo iz materialnih pogojev bivanja, ki se tekom zgodovine spreminjajo in zatorej večna resnica na tem področju niti ne more obstajati. Na tem mestu Engels obrazloži razliko med idealističnim in materialističnim pojmovanjem sveta; v prvem misel določa delovanje okolice, v drugem pa zavest izhaja iz materialnih pogojev bivanja. Engels nadaljuje, da je zavest dvakratno omejena; objektivno (z družbenimi strukturami, v katerih nastane) in subjektivno (s položajem mislečega v teh strukturah). To ima za Engelsa pomembno posledico pri pravu in morali, ki nista nadzgodovinska, ampak sta vedno definirana glede na družbeni red, iz katerega izhajata in imata zato vedno specifično razreden značaj. Komentira še, da se kapitalistični družbeni odnosi sicer prikazujejo kot nadzgodovinski, ampak je ravno takšna predstava produkt zgodovinskega obdobja, v katerem obstaja. V tem oddelku tudi obrazloži dialektično pojmovanje protislovja; pomembna vidika sta odnos med kvantitativno in kvalitativno spremembo ter možnost negacija negacije po načelu teze, antiteze in sinteze. V prvem primeru Engels opiše, da kvantiativna sprememba na neki točki privede do kvalitativnih sprememb; poleg primerov iz organske kemije (npr. dodajanja metilnih skupin ogljikovodikom) navede še Marxovo opazko iz Kapitala, da mora vrednost doseči neko minimalno velikost, preden lahko začne delovati kot kapital (ta minimum pa se zaradi večanja organske sestave kapitala tendenčno povečuje). Koncept negacije negacije Engels aplicira na vprašanju kolektivne in privatne lastnine. Tu postavi, da se iz prvotne kolektivne lastnine razvije zasebna lastnina. Pri tej se pojavi težnja k ponovni kolektivizaciji, pri čemer pa se nova oblika kolektivne lastnine razlikuje od prvotne kolektivne lastnine.

### Politična ekonomija
V drugem sklopu Engels poda definicijo politične ekonomije kot znanosti o zakonih družbenih produkcijskih odnosov in menjave. Hkrati jo definira kot historično znanost, ker se produkcijski način tekom zgodovine človeške družbe spreminjajo. Družbeno produkcijo in distribucijo vidi kot procesa, ki se medsebojno definirata, pri čemer je pa distribucijo družbenega bogastvo nemogoče spremeniti, ne da bi se pri tem spremenil tudi družbeni način produkcije. Poudari še, da so razredni odnosi sicer odnosi med ljudmi, ampak so ti izoblikovani na osnovi odnosa do produkcijskih sredstev; Dühringa kritizira, da slednje zanemari in zato njegovo kritiko razredne družbe označi za moralistično in omejeno na sfero distribucije. Engels pri tem še komentira, da vseh problematičnih razsežnosti družbene distribucije ni možno zajeti, dokler se njen način produkcije še razvija, postanejo pa toliko bolj razvidne pred njegovim propadom. Poudari še, da se v razredni družbi sicer pojavi spontan antagonizem nasproti družbeni distribuciji v prid vladajočemu razredu, a da ta sam na sebi slednjega še ne ogroža. V tem sklopu dela Engels veliko prostora nameni kritiki Dühringove teorije nasilja. Dühringu očita, da poskuša z nasiljem pojasniti nastanek in mehanizme razrednega izkoriščanja. Engels nasprotno nasilje vidi kot orodje vladajočega razreda za pridobitev ekonomske koristi in kot orodje za vzdrževanje izkoriščevalskih odnosov, ki pa jih Engels postavi v sfero ekonomskih odnosov. Engels in Marx nasilja nista videla zgolj kot orodje vladajočega razreda, ampak sta ga tudi prepoznala kot progresivno silo v primeru revolucij.
Pogoj za obstoj razredne družbe nasploh Engels vidi v zadostni produktivnosti dela, da je razred producent poleg samega sebe zmožen vzdrževati še razred izkoriščevalcev, ki jim tako ni več potrebno delati za lastno preživetje, ampak opravljajo z delom drugih. Šele z industrializacijo je Engels videl izpolnitev pogojev, da se je zgodovinski razvoj družbe iz ene oblike razredne družbe v drugo povzdignil v zahtevo po odpravi družbenih razredov nasploh; kot pomemben dejavnik je navedel ločitev vladajočega razreda od dela, vezanega na družbeno upravljanje.
V tem sklopu Engels obrazloži izhodišča zakona vrednosti, kot ga Marx poda v Kapitalu. Loči med uporabno vrednostjo in menjalno vrednostjo; prva je pogoj, da blagovna menjava sploh poteče, druga pa je določena s količino dela, potrebnega za produkcijo blaga. Doda še, da obstaja sicer razlika med enostavnim in multipliciranim delom in da drugo v istem delovnem času ustvari več vrednosti, kljub temu pa se ga da izraziti kot enostavno delo. Povzame tudi Marxovo razlago izvora profita; da se v okviru cirkulacije vrednost le prerazporedi, ne pa tudi ustvari, zato se v cirkulaciji profit le realizira, ustvari pa se v produkcijskem procesu. Nadalje definira pogoje za obstoj kapitalističnega načina produkcije in mezdnega dela (mezdni delavec je osebno svoboden in ločen od produkcijskih sredstev) . Dühringu Engels tudi očita nepodkovanost na področju politične ekonomije, kot na primer nezmožnost razlikovanja med delom in delovno silo (ki je za marksistično ekonomsko teorijo pomembna razlika). Kot primer zgodovinske teorije presežne vrednosti Engels navede fiziokrate; njihovo močno točko je videl v prepoznavanju dela kot stvaritelja vrednosti, šibkost pa v tem, da so se omejili na specifično obliko dela (kmetijstvo).

### Socializem
V tretjem sklopu se Engels posveti pregledu utopičnega socializma. Temeljno pomanjkljivost utopičnega socializma Engels vidi v njegovem pristopu, da je razrešitev razrednih nasprotij v korist vsem, tudi vladajočemu razredu, in da je posledično glavna naloga prikazati skupne interese vladajočemu razredu in ga prepričati v uvedbo socializma. Po takšni liniji osrednje vprašanje ni konflikt materialnih interesov, ampak pomanjkljive družbene zavesti, takšen nazor pa je Engels označil za dediščino razvetljenstva, ki ga je označil za zavest "razvijajočega se buržuja". Engels kot pomembno zgodovinsko okoliščino utopičnega socializma navede nizko razvitost kapitalističnih produkcijskih odnosov, ki so tudi omejevali možnost njihove kritike; utopični socializem tako velja  za progresivni moment, ki pa z razvojem kapitalističnega načina produkcije in razrednih antagonizmov izgubi ta značaj in postane kontrarevolucionaren. V tem kontekstu Dühringu očita, da je njegova različica socializma utopična in da je glede na razvitost kapitalističnih produkcijskih odnosov korak nazaj glede na Marxova izhodišča.
Marx temeljni mehanizem v zgoovinskih spremembah družbenega reda (produkcijskega načina) vidi v protislovju med stanjem produktivnih sil in produkcijskih odnosih; ko slednji pričnejo omejevati razvoj družbenih produktivnih sil, postanejo nestabilni in jih postopoma nadomestijo novi produkcijski odnosi. V fevdalizmu je kot temeljno protislovje Engels navedel restriktivno politiko cehov nasproti manufakturam, temeljno protislovje kapitalizma pa je za Engelsa  protislovje med družbenim značajem produkcije ter privatnim prisvajanjem in upravljanjem njenih produktov; v tem protislovju je Engels tudi videl vir kapitalistične hiperprodukcije in periodičnih gospodarskih kriz. Delniške družbe Engels navede kot primer, kjer so produkcijska sredstva v lasti skupine kapitalistov, ni pa odpravljeno protislovje v samih produkcijskih odnosih; glede državne lastnine komentira, da je nacionalizacija produkcijskih sredstev sicer eden izmed prvih ukrepov proletarske države, ampak da državna lastnina kot taka nima nujno socialističnega značaja.
V tem sklopu Engels tudi definira državo kot orodje zatiranja enega razreda po drugem in da zastopa interese vladajočega razreda; v odpravi družbenih razredov nasploh je Engels videl ključni pogoj za odpravo države. Za oboje je poudaril, da to ni enkraten dogodek, ampak trajajoč postopek; za državo to tudi pomeni, da ni takoj odpravljena, ampak odmre. Za samo razredno družbo je Engels menil, da je zaradi družbene delitve dela bila zgodovinska nujnost, ki pa to preneha biti, ko postane obstoj vladajočega razreda ovira za razvoj produkcije; Engels je ocenil, da industrijska kapitalistična družba izpolnjuje pogoje, pod katerimi je obstoj razredne družbe kot take odvečen.
Dühringovi kritiki kapitalizma in viziji socializma Engels poda temeljni očitek, da ne problematizira kapitalističnega načina produkcije, ampak zgolj njeno distribucijo; ponovi tudi očitek nerazlikovanja med delom in delovno silo in posledično vztrajanju na konceptu pravičnega, kar po Engelsu znotraj Dühringove komune vodi bodisi v nezmožnost akumulacije bodisi v izkoriščanje delovne sile. Pri vprašanju obstoja in vloge denarja ter delovnih žetonov Engels Dühringovo različico socializma negativno primerja nasproti Owenu; pri Owenu so delovni žetoni tranzicijskega značaja, njihova ukinitev pa bi bila napredek, pri Dühringu pa po Engelsu delovni žetoni opravljajo vlogo denarja, njihova ukinitev pa bi pomenila kolaps njegove različice socializma. V primerjavi med Dühringom in Owenom je Engels ocenil, da je Owen bolje naslovil problematičnosti delitve dela kot Dühring, ki v tem družbenem pojavu ni videl problema. Pomemben Engelsov očitek Dühringu je še, da ta boj proti religiji kot taki postavi na prvo mesto, Engels pa nasprotno glavno nalogo vidi v razrednem boju oziroma boju proti materialnim pogojem, pod katerimi obstaja religija.